# Noua Politică Economică
Noua Politică Economică (în rusă но́вая экономи́ческая поли́тика, novaia ekonomiceskaia politika, prescurtat NEP) a fost un sistem de reforme economice care introduceau un compromis cu economia de piață.  În Uniunea Sovietică , acest sistem a fost instituit de către Vladimir Ilici Lenin  în 1921. Politica de urgență a comunismului de război, introdusă pe perioada războiului civil, a fost abandonată și NEP a înlocuit-o în 1921 ca o măsură de însănătoșire. 
NEP-ul a reintrodus într-o oarecare măsură proprietatea privată într-o mică parte a economiei, în mod special în agricultură. A înlocuit politica "comunismului de război", care fusese folosită pe timpul războiului civil și care a fost socotită nepotrivită pentru o țară subdezvoltată ca Rusia, cu un soi de politică a "socialismului de piață", de aceea industriile naționalizate (deținute de guvern) au avut permisiunea să lucreze în mod autonom, în timp ce în agricultură a fost introdus un sistem de piață. Pentru a explica NEP, Lenin a spus: "Noi nu suntem suficient de civilizați pentru socialism", referindu-se la faptul că Rusia era în primul rând o națiune agricolă, cu o populație urbană restrânsă numericește și cu o bază industrială slabă și de aceea nu îndeplinea criteriile economice necesare pentru socialism. 
NEP a reușit să refacă economia după devastările pricinuite de primul război mondial, revoluția rusă și războiul civil. Cel mai important, a crescut enorm producția agricolă și a pus capăt foametei. Această politică a fost abandonată la câțiva anui după moartea lui Lenin din 1924, pentru că s-a socotit că obiectivele inițiale ale NEP au fost atinse și că este timpul să se meargă mai departe.
S-a crezut că, în general, s-a intenționat ca NEP să fie doar o măsură intermediară, și ea a s-a dovedit nepopulară în rândul marxiștilor duri din partidul bolșevic datorită compromisurilor făcute capitalismului. Ei spuneau că este o trădare a principiilor comuniste și credeau că va avea repercusiuni pe termen lung, așa că doreau o economie planificată pe scară largă. Pe de altă parte, Lenin era citat că ar fi spus: „NEP este o realitate și este așa pe termen lung”. Uneori această afirmație este utilizată pentru a pretinde că dacă Lenin ar fi trăit mai multă vreme, NEP ar fi continuat și după 1929, și controversata colectivizare nu ar fi avut loc niciodată sau s-ar fi desfășurat în alt mod. Asemenea afirmații sunt discutabile: nu trebuie uitat că Lenin a introdus Noua Politică Economică de nevoie și într-o situație disperată, în care practic țărănimea declanșase o revoluție; revoltele țărănești riscau astfel să înfrângă formidabila mașină politică și de război care era la acel moment partidul bolșevic (care reușise să înfrângă în războiul civil albii și aliații lor externi care erau cele opt puteri occidentale intervenționiste).
Succesorul lui Lenin, Stalin, a introdus până în cele din urmă planificarea centralizată completă, (deși aceasta a fost de fapt ideea opoziției de stânga pe care Stalin a epurat-o din partid), a renaționalizat întreaga economie și, de la sfârșitul deceniului al treilea și în continuare, a introdus o politică de industrializare rapidă. Colectivizarea agriculturii făcute de Stalin a fost cea mai notabilă și mai destructivă îndepărtare față de NEP. Deseori s-a spus că industrializarea s-ar fi putut face fără colectivizare, doar printr-o creștere a impozitelor plătite de țărani, așa cum s-a întâmplat în Japonia erei Meiji, în Germania de pe vremea lui Bismarck, în Taiwan și în Coreea de Sud după al Doilea Război Mondial. Se aduce contraargumentul că, pe de altă parte, un asemenea tip de industrializare ar fi luat mult mai mult timp decât versiunea ultrarapidă a lui Stalin, lăsând Uniunea Sovietică mult în urma statelor vestice, a Germaniei în special, în domeniile industrial și militar, acestea putând probabil duce la victoria Germaniei Naziste în al doilea război mondial.